# Cadmus M. Wilcox
Cadmus Marcellus Wilcox, född 29 maj 1824 i Wayne County, North Carolina, död 2 december 1890 i Washington, D.C., var en amerikansk militär och general i sydstatsarmén.
Wilcox utexaminerades från militärakademin i West Point på 54:e plats av 59 år 1846 och kommenderades därefter till 7. infanteriregementet, där han var infanteriadjutant fram till juli 1847. Han utnämndes titulärt till löjtnant för sina insatser under slaget vid Chapultepec år 1847.
År 1852 blev han biträdande instruktör i infanteriteknik vid West Point och tjänstgjorde där till 1857. Han begärde avsked från den federala armén år 1861 och utnämndes till överste för 9. Alabamaregementet, vilket deltog i första slaget vid Bull Run, varefter han befordrades till brigadgeneral den 21 oktober 1861. Under fälttåget i Maryland år 1862 deltog han ej på grund av sjukdom, men förde befäl på vänsterflygeln i slaget vid Fredericksburg i december 1862. I slaget vid Gettysburg i juli 1863 tvingades hans regementen retirera efter hårt motstånd.
Wilcox ersatte Dorsey Pender efter dennes död och befordrades den 13 augusti 1863 till generalmajor. Han kom att göra betydelsefulla insatser under vildmarksfälttåget i maj 1864 och vid Fort Gregg den 2 april 1865.
Han flyttade efter kriget till Washington, D.C. och utnämndes 1886 till lantmäterichef i järnvägsavdelningen inom amerikanska statens markbyrå, en tjänst han innehade fram till sin död.